# Marina Geli
Marina Geli i Fàbrega (San Gregorio, Gerona, 12 de septiembre de 1958) es una política española que perteneció al Partido de los Socialistas Catalanes (PSC) y cuya trayectoria política ha transcurrido íntegramente en Cataluña. Fue Consejera de Salud de la Generalidad de Cataluña de 2003 a 2010 en el gobierno de Pasqual Maragall y en el de José Montilla.

## Biografía
Licenciada en Medicina por la Universidad de Barcelona y especialista en medicina interna, es también miembro del Colegio Oficial de Médicos de Gerona.
Después de trabajar como médico adjunto en el prestigioso Hospital Josep Trueta de Gerona (1981-1989), consiguió especializarse en enfermedades infecciosas, como el sida, en la prevención comunitaria y también en la disminución psíquica. Fue responsable médica del centro Joan Riu–Consorcio San Gregorio (1981-1990), de la Asociación Pro Personas con Disminución (1990-1995), además de la Asociación Comunitaria Antisida de Gerona (1991-1995).
Militante del PSC desde 1996, entró en política como concejal del Ayuntamiento de Sant Gregori (1984 y 1992). Se la considera parte del ala catalanista del PSC. Diputada al Parlamento de Cataluña (1995-1999). Desde 2000 hasta 2008, fue la primera secretaria de la federación del PSC de Gerona. En 2008 asumió la presidencia del PSC de las Comarcas de Gerona, sustituyéndola el hasta entonces presidente Joaquim Nadal, que pasó a ocupar la primera secretaría.
En junio de 2010, fue objeto de graves insultos durante el programa de Intereconomía TV El gato al agua. Uno de los contertulios, Eduardo García Serrano, la consideró una "guarra", "puerca" y "zorra" al analizar la campaña de educación sexual que llevaba a cabo la Consejería que dirigía Geli. Días más tarde, y tras anunciar la consejera que emprendería acciones por vía penal, García Serrano pidió públicamente excusas, retractándose de los insultos proferidos, lo que no le evitó ser finalmente condenado —junto a la cadena— por el juzgado penal número 20 de Madrid a indemnizar a Marina Geli con más de 21 000 euros, por un delito de injurias graves con publicidad.
Desde noviembre de 2014 Marina Geli no forma parte del PSC, dejando la militancia. Fundó entonces MÉS.
Es madre de la actriz Carla Nieto.